# Гелин
Гелин (бел. Гелін) — деревня в Папоротнянском сельсовете Жлобинского района Гомельской области Белоруссии.

## География

### Расположение
В 15 км на юг от Жлобина, 10 км от железнодорожной станции Мормаль (на линии Жлобин — Калинковичи), 75 км от Гомеля.

## Гидрография
На юге мелиоративные каналы.

## Транспортная сеть
Транспортные связи по просёлочной, а затем автомобильной дороге Стрешин — Жлобин. Планировка состоит из прямолинейной улицы, ориентированной с юго-востока на северо-запад и застроенной двусторонне, деревянными крестьянскими домами.

## История
По письменным источникам известна с начала XX века как хутор в Рогачёвском уезде Могилёвской губернии. В 1930 году организован колхоз. Во время Великой Отечественной войны в боях около деревни погибли 488 советских солдат и 1 партизан (похоронены в братской могиле в колхозном саде). В ноябре 1943 года — марте 1944 года в деревне размещался полевой госпиталь советских войск. На фронтах и в партизанской борьбе погибли 45 жителей, в память о них в 1952 году в центре деревни установлена скульптура. В 1962 году к деревне присоединены посёлки Марс, Новая Поляна. В составе колхоза «Искра» (центр — деревня Папоротное).

## Население

### Численность
- 2004 год — 34 хозяйства, 71 житель.

### Динамика
- 1925 год — 47 дворов.
- 1959 год — 304 жителя (согласно переписи).
- 2004 год — 34 хозяйства, 71 житель.

## Известные уроженцы
- Ф. Д. Жичка — белорусский поэт (родился в посёлке Марс).